# Singapore Community Shield
A Singapore Community Shield é uma competição anual de futebol de Singapura. Ela é a supercopa de Singapura, disputa entre clubes ganhadores da S.League versus o campão da Copa de Singapura, em caso de serem o mesmo clube, o vice da liga é o representante. Ela existe desde 2008, e serve como abertura da temporada.

## Campeões
| Ano  | Campeões                         | Vice                           | Placar na final               |
| ---- | -------------------------------- | ------------------------------ | ----------------------------- |
| 2008 | Singapore Armed Forces           | Home United                    | 1-1 (a.e.t.) 5-4 on penalties |
| 2009 | Estrangeiros                     | Locais                         | 2-0                           |
| 2010 | Singapore Armed Forces AIK Solna | Ninguem (Título compartilhado) | 1-1                           |
| 2011 | Tampines Rovers                  | Étoile                         | 2-1                           |
| 2012 | Tampines Rovers                  | Home United                    | 2-0                           |
| 2013 | Tampines Rovers                  | Warriors                       | 2-1                           |
| 2014 | Tampines Rovers                  | Home United                    | 1-0                           |
| 2015 | Warriors                         | Balestier Khalsa               | 1-0                           |
| 2016 | Albirex Niigata (S)              | Brunei DPMM                    | 3-2                           |

### Performance por clubes
Times em negritos são filiados a S.League.
| Clube                             | Campeão | Vice | Títulos                          |
| --------------------------------- | ------- | ---- | -------------------------------- |
| Tampines Rovers                   | 4       | 0    | 2011, 2012, 2013, 2014           |
| Singapore Armed Forces / Warriors | 3       | 1    | 2008, 2010 (compartilhado), 2015 |
| Estrangeiros                      | 1       | 0    | 2009                             |
| AIK Solna                         | 1       | 0    | 2010 (compartilhado)             |
| Albirex Niigata (S)               | 1       | 0    | 2016                             |
| Home United                       | 0       | 3    |                                  |
| Locais                            | 0       | 1    |                                  |
| Étoile                            | 0       | 1    |                                  |
| Balestier Khalsa                  | 0       | 1    |                                  |
| Brunei DPMM                       | 0       | 1    |                                  |